# Black Knight (satelit)

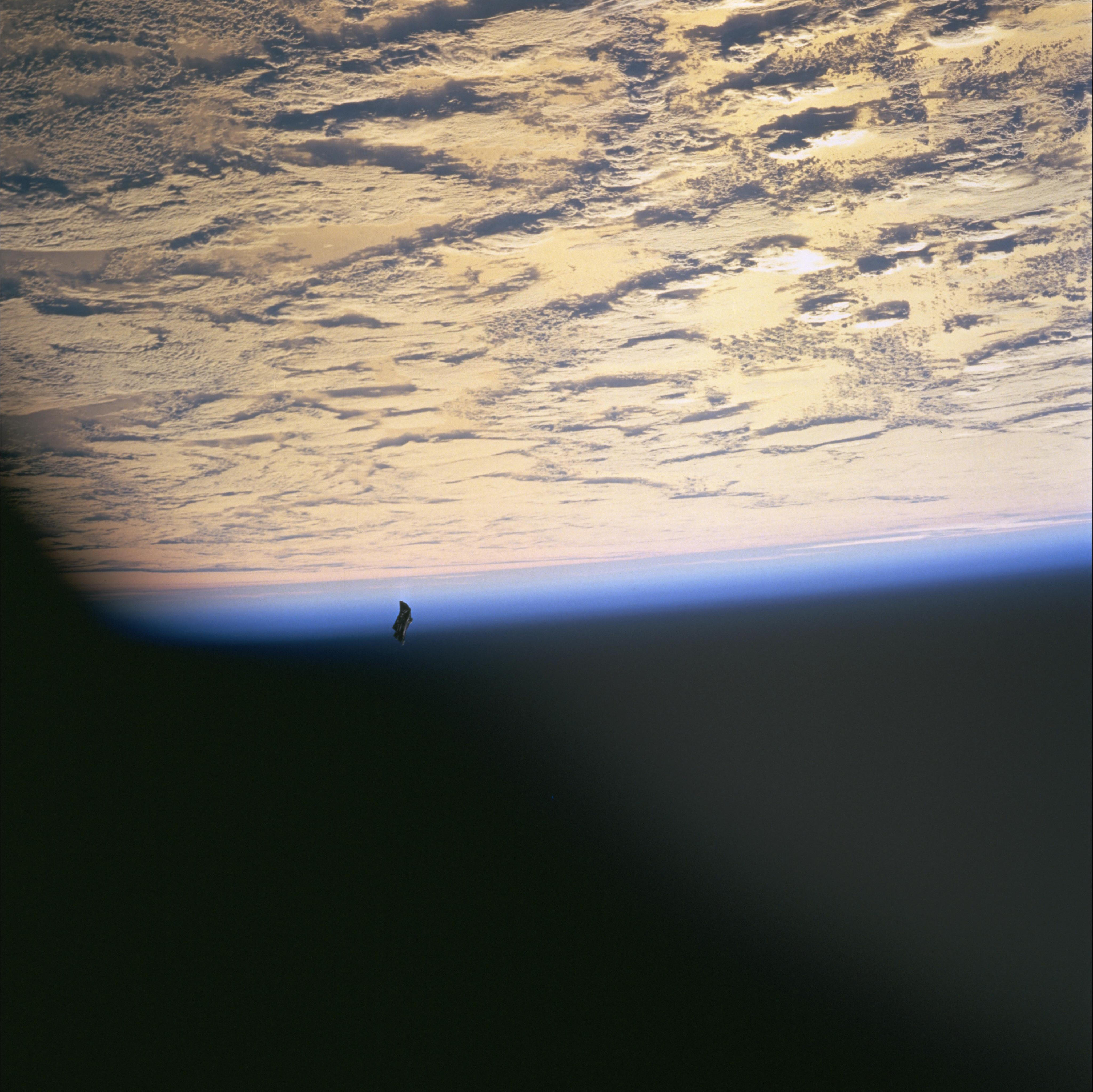
Fotografie z amerického raketoplánu Endeavour během mise STS-88, který dle některých teorií zachycuje satelit Black Knight

Black Knight (česky Černý rytíř) je údajný 13 000 let starý mimozemský umělý satelit, který se pohybuje po polární oběžné dráze Země. Existence objektu je předmětem mnoha konspiračních teorií. První údajné zpozorování tohoto satelitu proběhlo v roce 1899. Je spojován s historickým pozorováním pravidelně se opakujících rádiových signálů (tzv. Long delayed echoes). Podle některých úvah váží 10-15 tun.[zdroj?] Odráží radiové vlny.[zdroj?]

## Historie

### Long delayed echoes
V roce 1899 známý vědec Nikola Tesla při svých pokusech zachytil neznámé signály, které se pravidelně opakovaly. Byl přesvědčen že pochází z planety Mars, ale poté zjistil, že musí pocházet z větší blízkosti než z Marsu. Ve dvacátých letech podobné signály zachytil radioamatér Jørgen Hals, později se tímto jevem zabýval fyzik Carl Størmer, který signály považoval za odrazy od ionosféry.
Americký badatel Donald Keyhoe spojil v roce 1954 pozorování opakujících se signálů se dvojicí údajných družic, které obíhají Zemi. V té době však žádný stát neměl dostatečné technologie pro vypuštění družice do vesmíru.
V 70. letech 20. století skotský astronom Duncan Lunan údajně dokázal tyto signály dešifrovat. Podle něj jde o zakódovanou mapu hvězd ze souhvězdí Pastýře, za místo původu údajného satelitu označil Izar. Poloha těchto hvězd by odpovídala tomu, jak byly tyto hvězdy rozmístěny před 13 000 lety. Lunan spojuje zdroj signálů s Lagrangeovým bodem L5, nikoliv s objektem na oběžné dráze kolem Země. Spojení s údajným mimozemským satelitem Black Knight Lunan odmítl, avšak konspirační teorie z jeho práce odvozují stáří satelitu.
Podle několika konspiračních teorií, zodpovídá za opakující se signály právě satelit Black Knight.

### Pozorování z vesmíru
Gordon Cooper měl v roce 1963 při letu Mercury-Atlas 9 pozorovat, jak na něho vylétávají zelená světla. Tato událost je často spojována se satelitem Black Knight. Zelená světla vychází z experimentu prováděném v průběhu letu. Cooper měl zkoumat světelnou signalizaci v různých světelných podmínkách pomocí zeleného majáku. Jakoukoliv spojitost s pozorováním UFO na oběžné dráze astronaut vyloučil.
Při misi STS-88 v roce 1998 byly pořízeny fotografie, na kterých je údajně zachycen satelit Black Knight. V průběhu mise byla při jednom z výstupů ztracena tepelně izolační fólie, která tvarem i materiálem odpovídá objektu na snímcích údajně zobrazujících satelit Black Knight.
Údajně poslední setkání s tímto satelitem proběhlo v létě 2015 v americkém Jacksonville. Údajně stál objekt na obloze několik sekund a poté zmizel.